# Liolaemus chiliensis
Liolaemus chiliensis är en ödleart som beskrevs av  René-Primevère Lesson 1830. Liolaemus chiliensis ingår i släktet Liolaemus och familjen Tropiduridae. Inga underarter finns listade i Catalogue of Life.
Typisk för ödlan är ett brett huvud med stora fjäll och en lång svans som motsvarar två gångar övriga kroppens (huvud och bål) längd. Färgsättningen varierar mycket beroende på population med gröna, gula, röda eller bronsfärgade mönster. Huvudets längd är cirka 23 mm, bålen är ungefär 89 mm lång och därtill kommen en cirka 152 mm lång svans.
Utbredningsområdet ligger i centrala Chile och kanske i angränsande regioner av Argentina. Exemplaren lever i låglandet och i Anderna upp till 2100 meter över havet. De vistas i lövsfällande skogar och i skogar med hårdbladsväxter samt sällan i trädodlingar. Typiska växter är macchiabjörnbär och arter av släktet Puya. Födan utgörs av olika ryggradslösa djur. Honor lägger ägg.
Beståndet hotas regionalt av landskapsförändringar. Hela populationen bedöms som stabil. IUCN listar arten som livskraftig (LC).